# Mammillaria sheldonii
Mammillaria sheldonii (укр. Мамілярія Шелдона, мамілярія шелдоні) — сукулентна рослина з роду мамілярія (Mammillaria) родини кактусових (Cactaceae).

## Історія

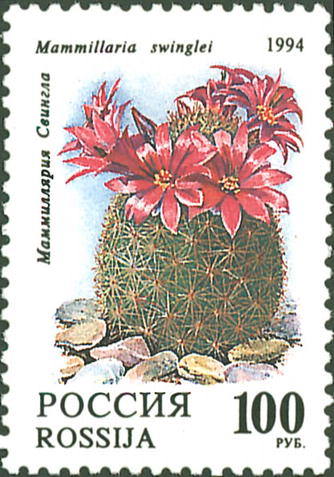
Mammillaria sheldonii (Syn. Mammillaria swinglei) на поштовій марці Росії

Вид вперше описаний американськими ботаніками Натаніелєм Лордом Бріттоном (англ. Nathaniel Lord Britton, 1859—1934) і Джозефом Нельсоном Роузом (англ. Joseph Nelson Rose, 1862—1928) у 1923 році в їх монографії англ. «The Cactaceae; descriptions and illustrations of plants of the cactus family» як Neomammillaria sheldonii. У 1933 році німецький ботанік Фрідріх Бедекер (нім. Friedrich Bödeker, 1867—1937) включив цей вид до роду мамілярія.

## Етимологія
Видова назва дана на честь американського любителя природи і власника гірничодобувної компанії в Мексиці Чарльза Шелдона (1867—1928).

## Ареал і екологія
Mammillaria sheldonii є ендемічною рослиною Мексики. Ареал розташований у штатах Чіуауа і Сонора. Рослини зростають на висоті до 1200 метрів над рівнем моря.

## Морфологічний опис
| Орган              | Опис |
| Рослини            | гілкуються в основі, з подальшим утворенням груп. |
| Коріння            | |
| Стебло             | вузьке, циліндричне, висотою 8-20 см і до 6 см в діаметрі.                                                                                             |
| Епідерміс          | тьмяно-зелений, часто стає червонуватим. |
| Маміли             | циліндричні, з чотиристоронньою основою, кілевидні, без молочного соку.                                                                                |
| Ареоли             | |
| Аксили             | без пуху, але іноді з декількома щетинками. |
| Центральні колючки | 1-4, міцні, до 15 мм завдовжки, нижня одна витягнута, інша пряма або з гачком.                                                                         |
| Радіальні колючки  | 9-24, 1-2 розташовуються під центральними, білі з темними кінцями, завдовжки 6-8 мм.                                                                   |
| Квіти              | часто відкриваються кілька днів, широкі, воронкоподібні, світло-багрянисто-рожеві з блідими, до майже білих по краях, до 20 мм завдовжки і в діаметрі. |
| Бутони             | |
| Зовнішні пелюстки  | |
| Внутрішні пелюстки | |
| Тичинки            | |
| Маточка            | |
| Плоди              | булавоподібні, блідо-червоні, завдовжки 25-30 мм. |
| Насіння            | чорне. |

## Синоніми
Це, мінливий вид, що породив кілька нових назв, які нижче описані як синоніми.
| - Neomammillaria sheldonii Britton & Rose, 1923 - Neomammillaria swinglei Britton & Rose, 1923 - Chilita sheldonii (Britton & Rose) Orcutt, 1926 - Chilita swinglei (Britton & Rose) Orcutt, 1926 - Mammillaria swinglei (Britton & Rose) Boed., 1933 - Mammillaria gueldemanniana Backeb., 1941 | - Mammillaria alamensis R.T.Craig, 1945 - Mammillaria guirocobensis R.T.Craig, 1945 - Mammillaria inaiae R.T.Craig, 1945 - Ebnerella sheldonii (Britton & Rose) Buxb., 1951 - Ebnerella swinglei (Britton & Rose) Buxb., 1951 - Ebnerella guirocobensis (R.T.Craig) Buxb., 1951 | - Ebnerella inaiae (R.T.Craig) Buxb., 1951 - Mammillaria marnieriana Backeb., 1952 - Chilita gueldemanniana (Backeb.) Buxb., 1954 - Chilita alamensis (R.T.Craig) Buxb., 1954 - Chilita inaiae (R.T.Craig) Buxb., 1954 |

## Утримання в культурі

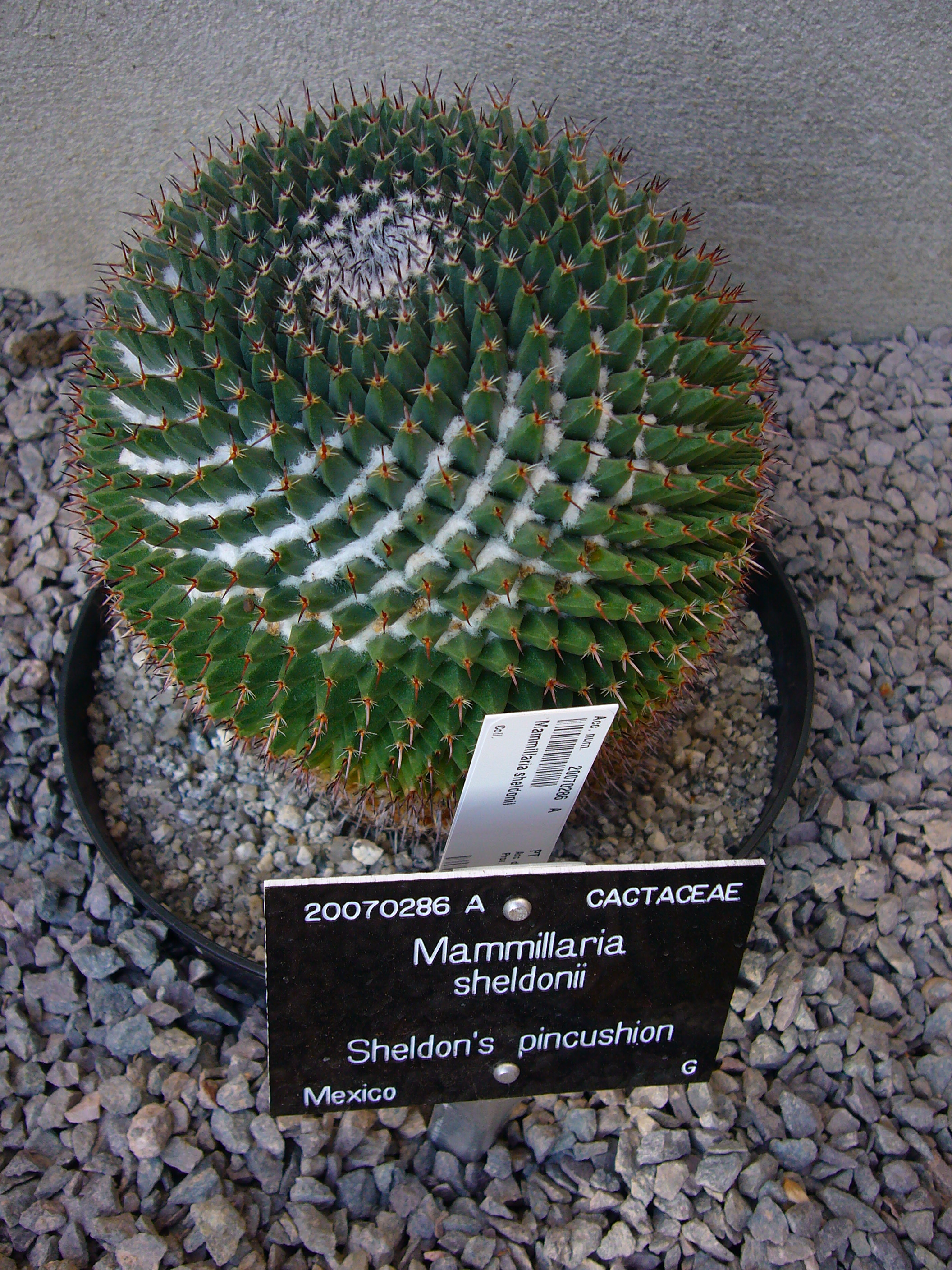
Mammillaria sheldonii в Ботанічному саду Кембриджського університету

У культурі рослина непроста, але основні труднощі пов'язані з пересадками в занадто великий посуд. Через його волокнисту кореневу системи надлишок вологи в ґрунті затримується занадто довго. Необхідно використовувати дрібний посуд, не більше, ніж необхідно, щоб вмістити кореневу систему після того, як вона буде очищена від старої земельної суміші.
Суміш має бути пухкою (рекомендується до 50 % крупного піску або гравію).
Якщо кактус добре росте, не варто занадто часто пересаджувати його. Після кількох перших щорічних пересадок, не рекомендується діставати рослину частіше ніж раз на три роки, при цьому не завжди обов'язково пересаджувати в горщик більшого розміру.

## Чисельність, охоронний статус та заходи по збереженню
Охороняється Конвенцією про міжнародну торгівлю видами дикої фауни і флори, що перебувають під загрозою зникнення (CITES).